# Chrionema squamentum
Chrionema squamentum és una espècie de peix de la família dels percòfids i de l'ordre dels perciformes.

## Descripció
Fa 11 cm de llargària màxima.

## Hàbitat i distribució geogràfica
És un peix marí, batidemersal i d'aigües fondes, el qual viu a l'Atlàntic occidental central: l'estret de Florida i el mar Carib, incloent-hi Cuba.

## Observacions
És inofensiu per als humans i el seu índex de vulnerabilitat és moderat (37 de 100).